# Muzej Centralne Finske
Muzej Centralne Finske (finsko Keski-Suomen museo, pogovorno znan tudi kot KeMu) je muzej kulturne zgodovine v Jyväskylä, glavnem mestu regije Centralna Finska. Služi kot regionalni muzej za Centralno Finsko in občinski muzej mesta Jyväskylä.

## Arhitektura
Sedanja stavba, znana po tem, da jo je zasnoval finski arhitekt Alvar Aalto, je bila dokončana leta 1960. V letih 2017–2020 je bil muzej obsežno prenovljen, vključno z dodanimi 80 digitalnimi informacijskimi zasloni in številnimi interaktivnimi avdiovizualnimi eksponati.
Muzej Centralne Finske stoji poleg muzeja Alvarja Aalta. V teku so načrti za povezavo obeh muzejev z novim krilom, ki naj bi se odprlo konec leta 2023.